# NetHack
《NetHack》是一款最初在1987年發佈的Roguelike單人遊戲，拥有由ASCII字符组成的图形界面。它繼承了《Hack》（1985年）及更早的《Rogue》（1980年）。
遊戲名字中的「網路」（Net）是指開發過程通過互联网合作完成。而“Hack”是指角色扮演游戏的特点——战斗和探索（hack and slash）。
玩家扮演一个地下城探险者寻找Yendor的项链。

## 历史
1987年7月28日，Mike Stephenson發行了原始NetHack。直到1989年，同樣在7月發行的3.0版本，開始凝聚了一班人組成開發團隊。NetHack是開源軟件，今時今日，成為了其中一款最古老而仍在活躍開發的遊戲，由於是開源軟件，所以很多除錯和新內容開發工作都會有同樣身為玩家的志願者參與。

## 玩法
玩家需要选择自己所扮演的角色并指定性别、种族、职业和阵营，或者选择让系统随机产生一个角色。游戏者可以扮演经典奇幻角色，比如骑士、野蛮人、巫师、游侠、女武神、僧侣和武士，也可以选择一些比较少见的角色，诸如考古学家、游客和洞穴人。玩家的角色和阵营决定了其在游戏中需要侍奉的神灵。
玩家的目标就是在地下城的最底层取得Yendor的项链并将其供奉给自己的神灵。作为回报，角色会成为不朽半神。此外，一系列的支线任务也必须完成，其中包括各职业所特有的任务。
游戏开始的时候，玩家通常会有一只宠物伴随，一般是小猫或者小狗，但骑士会有一匹马以及一副马鞍。
游戏中的大部分怪物都可以用魔法或喂食等方式转化为宠物。

### 地下城等级
NetHack的地下城大约总共有50层，其中大多数都是玩家进入时随机生成的。所有层基本上都有一个向上或向下的通道（包括楼梯、梯子、陷阱或者其他形式）、一些用走廊连接起来的房间，房间里面可能有祭坛、商店、喷泉、陷阱甚至水槽。一些比较特别的层有固定的形式。游戏有几个分支路线，包括一个推箱子游戏和弗拉德之塔。

### 物品
NetHack包含各式的物品：近程及遠程武器、保護角色的盔甲、可供閱讀的卷軸及魔法書、可供飲用的藥劑，以及多樣化的工具。
NetHack的其中一個特色是充滿著不明的物品，例如玩家只能在一瓶新發現的藥劑上得到簡單的描述，像是“紫色的藥劑”。玩家能以不同的方式辨別其真正作用，而最簡單但相當危險的方式——就是直接飲用。

## 界面
NetHack原本只有由ASCII字符组成的图形界面。但是其他的界面同样存在，包括使用等角投影（即45度视角）的Falcon's Eye和Vulture's Eye，三维渲染的noegnud等。

## 移植
Nethack的许可证允许任何人修改游戏或是将游戏移植到一个新的平台，因此多年来Nethack拥有了众多分支和移植作品。
大部分类似计算机的平台都有对应的移植作品。包括任天堂DS、PlayStation Portable、Tapwave Zodiac、GP2X、Windows Mobile、Nokia N800、Android手机、苹果公司的iPhone、iPod touch和iPad。

## 外部連結
- NetHack首頁（页面存档备份，存于）
  - A Guide to the Mazes of Menace (Guidebook for NetHack)（页面存档备份，存于） by Eric S. Raymond
- Hall of Fame - NetHack 位于 GameSpy
- “最佳游戏”"The Best Game Ever"（页面存档备份，存于） 位于 Salon.com
- NetHack服务器（页面存档备份，存于）
- 收藏：NetHack MS-DOS程序